# Аденіум гладкий
Аденіум гладкий (Adenium obesum (Forssk.) Roem. & Schult.) — вид каудексоформних рослин з роду аденіум (Adenium) родини кутрових (Apocynaceae). Народні назви — «пустельна троянда», «удавана азалія», «неправильний баобаб», «нога слона».

## Систематика

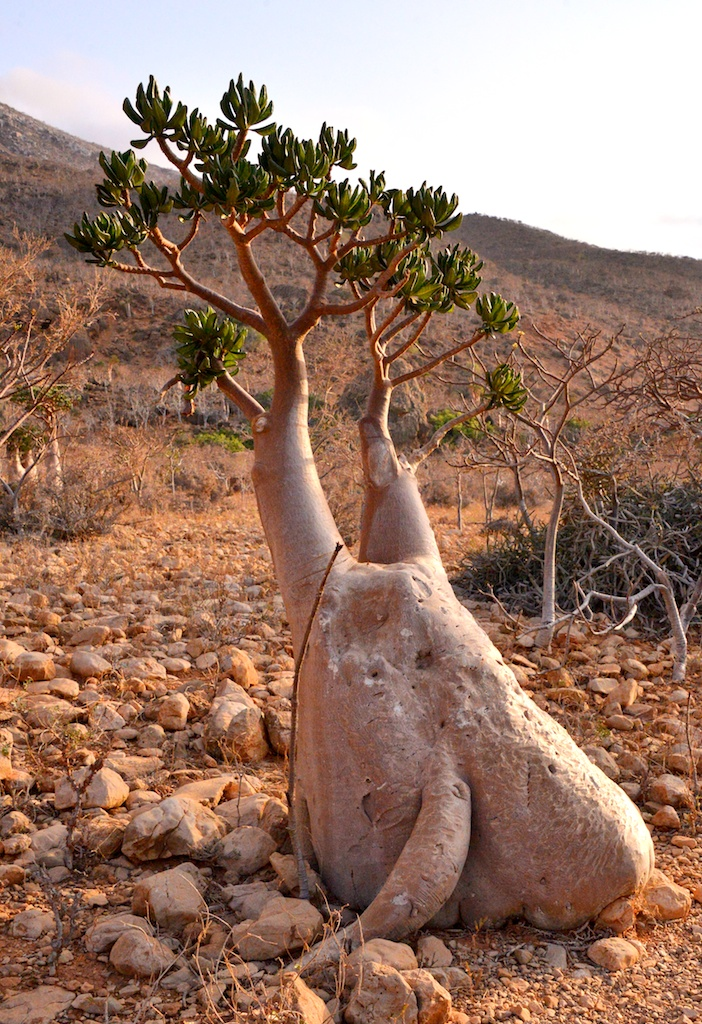
Аденіум гладкий на острові Сокотра

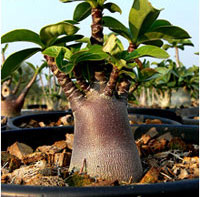
Аденіум гладкий в кімнатній культурі

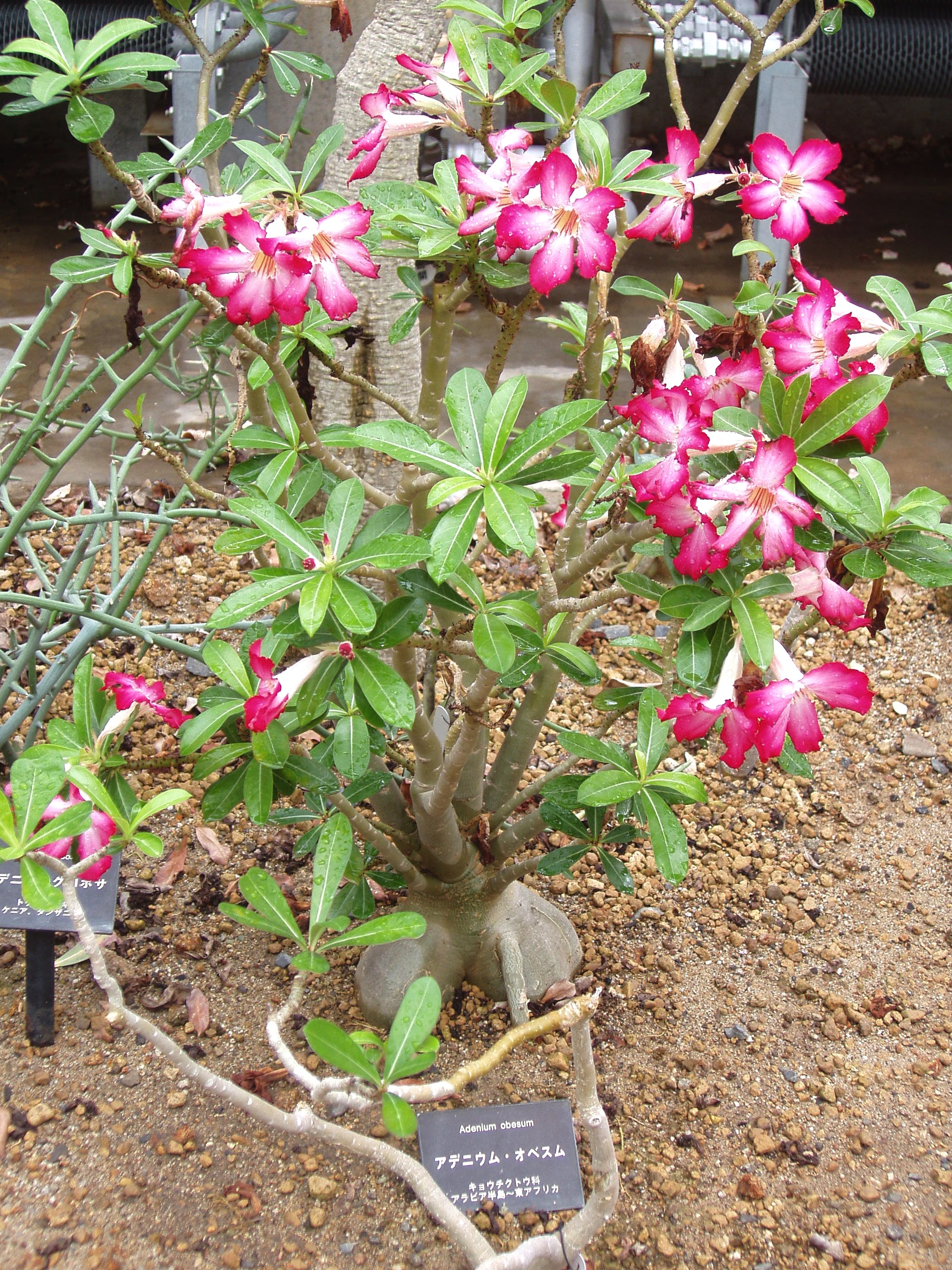
Аденіум гладкий в Кіотському ботанічному саду, Японія

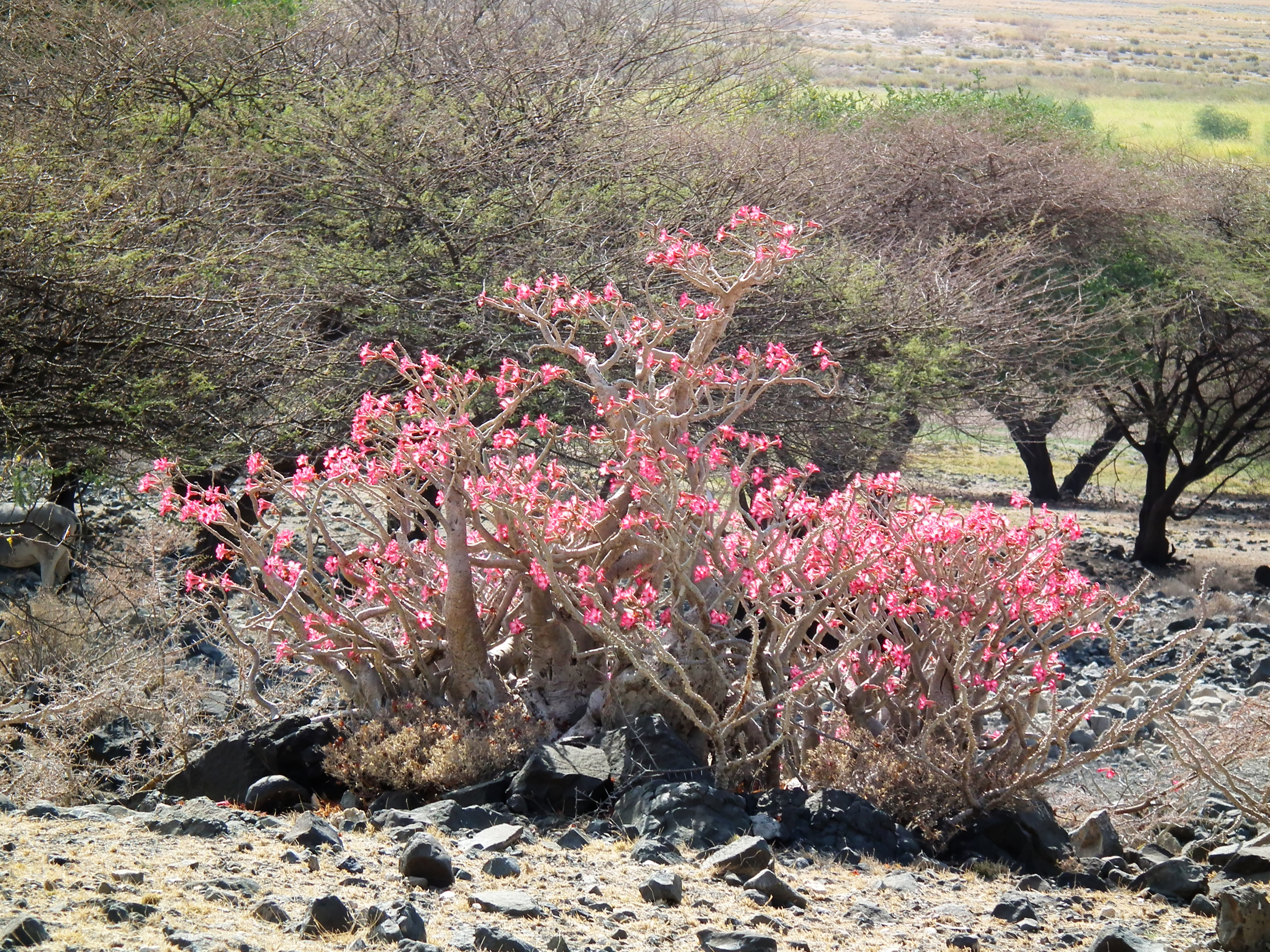
Adenium obesum в природних умовах, Танзанія

В залежності від авторів, цей вид або є представником монотипного роду з кількома підвидами, або є одним з близько десяти окремих видів.

## Загальна біоморфологічна характеристика
Повільно зростаюча рослина з вираженим здерев'янілим стовбуром, розгалуженим у верхній частині, що досягає заввишки 1,5 м і більше 1 м в діаметрі. Сірувато-коричневе стебло потовщене і м'ясисте в основі, має пляшкову форму. На верхівці гілок ростуть подовжені сірувато-зелене листя, шкірясті, завдовжки 10 см. Влітку на рослині з'являється безліч квіток діаметром до 4 — 6 см з червоними, рожевими або білими пелюстками; квітки зібрані в невеликі щиткоподібні суцвіття. Як і споріднені з ним олеандр і пахіподіум, має отруйний сік. Аденіум гладкий дуже мінливий в природі, як за будовою листя, так і за відтінками квіток, а також має дуже варіабельні форми і розміри стовбура, залежно від ареалу розповсюдження. Каудекс коливається від слабко розвиненого до істотних розмірів, але ніколи не буває настільки масивним, як у Adenium arabicum, Adenium somalense або Adenium socotranum.

## Поширення
Поширений від Центральної Африки, де тягнеться широкою смугою від Сенегалу до Судану і Кенії, до півдня Аравійського півострова.

## Утримання в культурі
У культурі Аденіум гладкий в період вегетації потребує максимум сонця, приплив свіжого повітря і рясний полив, в особливо спекотні літні місяці йому може знадобитися притінення. Взимку в умовах короткого дня і знижених температур ці рослини бажано утримувати сухо. Якщо каудекс стає м'яким, можна трохи полити, але при цьому температура повинна бути не нижче 20 градусів. Завдяки ранньому цвітінню та невибагливості саме цей вид найбільше з усіх підходить для селекції, і тому має різноманітні за формою і забарвленням квіток численні гібриди. Він же використовується як швидкозростаюча підщепа, яка вже в ранньому віці утворює крупний каудекс. Цвітіння відбувається у весняно-літній період, квіти різноманітних форм і розмірів — від 5 см у природних форм до 12 см у гібридів. З'явилися трьох-(тріпл) і навіть чотирьох-(кварто) ярусні махрові гібридні форми.
Аденіум гладкий представлений в колекції сукулентних рослин Ботанічного саду імені академіка Олександра Фоміна.